# L'Autruche de Donald
Série Donald Duck
Pour plus de détails, voir Fiche technique et Distribution.
L'Autruche de Donald (Donald's Ostrich) est un court métrage d'animation américain des studios Disney avec Donald Duck, sorti le 10 décembre 1937.

## Synopsis
Donald Duck est bagagiste dans une gare de chemin de fer. Le dernier transport a amené une caisse contenant Hortense l'autruche qui manifeste beaucoup d'affection pour le pauvre agent ferroviaire Donald. Elle est prise d'une frénésie gloutonne et gobe tout ce qui lui passe à portée. Elle avale un accordéon, un réveil et quelques ballons avant que son corps ne réagisse... Elle est alors prise de hoquet.

## Fiche technique
- Titre original : Donald's Ostrich
- Titre français : L'Autruche de Donald
- Série : Donald Duck
- Réalisation : Jack King
- Scénario : Carl Barks
- Animation : Jack Hannah
- Musique : Oliver Wallace
- Production : Walt Disney
- Société de production : Walt Disney Productions
- Société de distribution : RKO Radio Pictures
- Format : Couleur (Technicolor) - 1,37:1 - Son mono (RCA Sound System)
- Durée : 9 min
- Langue : Anglais
- Pays :  États-Unis
- Date de sortie : 
  - États-Unis : 10 décembre 1937[1]

## Voix originales
- Clarence Nash : Donald Duck
- Pinto Colvig : Hortense l'autruche
- Elvia Allman : Une chef à la radio
- Billy Bletcher : Un méchant à la radio
- Fred Toones : Un chanteur de basse
- Adriana Caselotti : Un chanteur d'opéra

## Voix françaises

### 1erdoublage (années 1980)
- Michel Elias : Donald Duck

### 2edoublage (1989)
- Sylvain Caruso : Donald Duck
- ??? : Une chef à la radio
- Michel Vocoret : Un méchant à la radio

## Titre en différentes langues
Source : IMDb
- Allemagne : Donald und der Strauß, Donalds Strauß
- Danemark : Anders And og strudsen
- Suède : Fästmön från Afrika, Kalle Anka och strutsen

## Sorties DVD
- Les Trésors de Walt Disney : Donald de A à Z, 1re partie (1934-1941).